# Episodi di Matt Houston (terza stagione)
La terza stagione della serie televisiva Matt Houston è stata trasmessa in anteprima negli Stati Uniti d'America dalla ABC tra il 21 settembre 1984 e il 29 marzo 1985.
| nº | Titolo originale         | Titolo italiano | Prima TV USA      | Prima TV Italia |
| -- | ------------------------ | --------------- | ----------------- | --------------- |
| 1  | Wanted Man               |                 | 21 settembre 1984 |                 |
| 2  | Vanished                 |                 | 28 settembre 1984 |                 |
| 3  | Eyewitness               |                 | 12 ottobre 1984   |                 |
| 4  | Apostle of Death         |                 | 19 ottobre 1984   |                 |
| 5  | Caged                    |                 | 26 ottobre 1984   |                 |
| 6  | Return to Nam (Part 1)   |                 | 2 novembre 1984   |                 |
| 7  | Escape from Nam (Part 2) |                 | 9 novembre 1984   |                 |
| 8  | The High Fashion Murders |                 | 16 novembre 1984  |                 |
| 9  | Death Stalk              |                 | 23 novembre 1984  |                 |
| 10 | Blood Money              |                 | 30 novembre 1984  |                 |
| 11 | Deadly Games             |                 | 7 dicembre 1984   |                 |
| 12 | Stolen                   |                 | 21 dicembre 1984  |                 |
| 13 | The Nightmare Man        |                 | 4 gennaio 1985    |                 |
| 14 | Breakpoint               |                 | 11 gennaio 1985   |                 |
| 15 | Death Trap               |                 | 18 gennaio 1985   |                 |
| 16 | The Honeymoon Murders    |                 | 25 gennaio 1985   |                 |
| 17 | The Beach Club Murders   |                 | 1º febbraio 1985  |                 |
| 18 | New Orleans Nightmare    |                 | 8 febbraio 1985   |                 |
| 19 | Company Secrets          |                 | 15 febbraio 1985  |                 |
| 20 | Killing Time             |                 | 22 febbraio 1985  |                 |
| 21 | Death Watch              |                 | 15 marzo 1985     |                 |
| 22 | Final Vows               |                 | 29 marzo 1985     |                 |